# Sevastianos Rossolatos

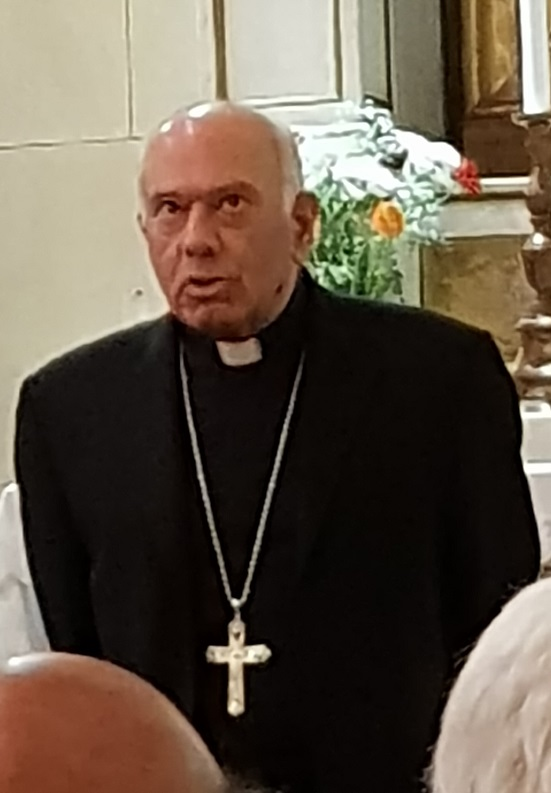
Sevastianos Rossolatos (2018)

Sevastianos Rossolatos (griechisch Σεβαστιανός Ροσσολάτος; * 19. Juni 1944 in Ermoupoli, Insel Syros) ist ein griechischer Geistlicher und emeritierter römisch-katholischer Erzbischof von Athen sowie Apostolischer Administrator des Erzbistums Rhodos.

## Leben
Sevastianos Rossolatos besuchte zunächst die Grundschule auf der Insel Syros und später das griechisch-französisch Gymnasium St. Paul in Athen, das von Maristenpatres geleitet wurde. 1962 trat er in das Päpstliche Griechische Kolleg vom Hl. Athanasius ein und studierte Philosophie und Katholische Theologie an der Päpstlichen Universität Gregoriana in Rom. Am 21. Juli 1968 empfing er in Ano Syros durch den Bischof von Syros und Milos, Georges Xenopulos SJ, das Sakrament der Priesterweihe.
Rossolatos war zunächst als Rektor des Heiligtums der Jungfrau „Faneromeni“ in Syros und als Direktor der diözesanen Kirchenzeitung tätig. Ferner hatte er verschiedene Positionen in den Kommissionen der Bischofskonferenz der Römisch-katholischen Kirche in Griechenland inne. Später war Sevastianos Rossolatos zudem Kanzler der Diözesankurie und Mitglied des Kirchengerichts des Bistums Syros sowie Religionslehrer an verschiedenen öffentlichen Schulen. Daneben wirkte er bei den Ehevorbereitungskursen im Bistum Syros mit.
Am 12. August 2014 ernannte ihn Papst Franziskus zum römisch-katholischen Erzbischof von Athen und Apostolischen Administrator von Rhodos. Die Bischofsweihe spendete ihm sein Vorgänger Nikolaos Foskolos am 25. Oktober desselben Jahres in der Kathedrale St. Dionysius Areopagita in Athen; Mitkonsekratoren waren der emeritierte Bischof von Syros und Santorini, Frangiskos Papamanolis OFMCap, und der Erzbischof von Naxos, Andros, Tinos und Mykonos, Nikolaos Printesis. Vom 11. November 2016 bis zum 12. November 2021 war Sevastianos Rossolatos zudem Präsident der Bischofskonferenz der Römisch-katholischen Kirche in Griechenland.
Papst Franziskus nahm am 14. Juli 2021 das von Sevastianos Rossolatos aus Altersgründen vorgebrachte Rücktrittsgesuch an.
Am 11. April 2025 bestellte ihn Papst Franziskus zum Apostolischen Administrator der vakanten Bistümer Syros, Santorini und Kreta.
Rossolatos spricht Griechisch, Italienisch und Französisch.